# Stanisław Wielowiejski
Stanisław Adrian Wielowiejski herbu Półkozic (ur. 1733, zm. ?) – generał major wojsk koronnych od 1792.
Służbę wojskową rozpoczął w styczniu 1748 jako kadet w Regimencie Dragonii im. Królowej, gdzie awansował na podchorążego. W 1753 przeszedł do regimentu karabinierów saskich, awansując tam kolejno na porucznika (1757) i rotmistrza (1760). Od 1768 służył w 4 Regimencie Pieszym Buławy Wielkiej Koronnej jako kwatermistrz i major (1772). W 1775 powrócił do regimentu dragonii (przekształconego w 1789 w 1 Pułk Przedniej Straży im. Królowej), w którym awansował do stopnia pułkownika (1783).
Wziął udział w wojnie polsko-rosyjskiej w 1792. Dowodził strażą tylną w czasie bitwy pod Dubienką. 10 sierpnia 1792 awansował na generała majora. Odznaczony Krzyżem Kawalerskim Orderu Virtuti Militari.
W insurekcji 1794 roku Tadeusz Kościuszko, pamiętając o jego odwadze umieścił go w składzie Rady Najwyższej Narodowej. Wielowiejski nominacji nie przyjął i przeszkadzał jednostkom polskim, pozostającym poza kordonem rozbiorczym w przenikaniu do powstania.